# Odyssey Number Five
Odyssey Number Five es el cuarto álbum de estudio de la banda australiana de rock Powderfinger. Producido por Nick DiDia, se lanzó en dicho país el 4 de septiembre de 2000. El álbum, el más breve del grupo hasta la fecha, se concentra en temas sociales, políticos y emocionales que figuraron en sus trabajos anteriores, especialmente en su disco anterior, Internationalist. Se extrajeron cuatro sencillos del álbum. El más exitoso, «My Happiness», alcanzó el cuarto puesto en las listas australianas, ganó un ARIA Music Award en la categoría de sencillo del año y llegó al primer lugar de la lista Hottest 10 de Triple J en 2000. También se encuentra en el disco «These Days», que alcanzó la misma posición en la lista en 1999. 
El álbum ocupó además el primer lugar en la encuesta de Triple J Hottest 100 Australian Albums of All Time elaborada en 2011. Numerosos críticos elogiaron el trabajo y lo consideraron el mejor álbum de Powderfinger, aunque otros lo criticaron duramente. En total, ganó cinco premios en los ARIA Music Awards de 2001 y recibió siete discos de platino. Odyssey Number Five fue el primer álbum de Powderfinger en entrar a las listas de Estados Unidos y la banda realizó una gira en dicho país para promocionar su lanzamiento.

## Contexto, grabación y producción

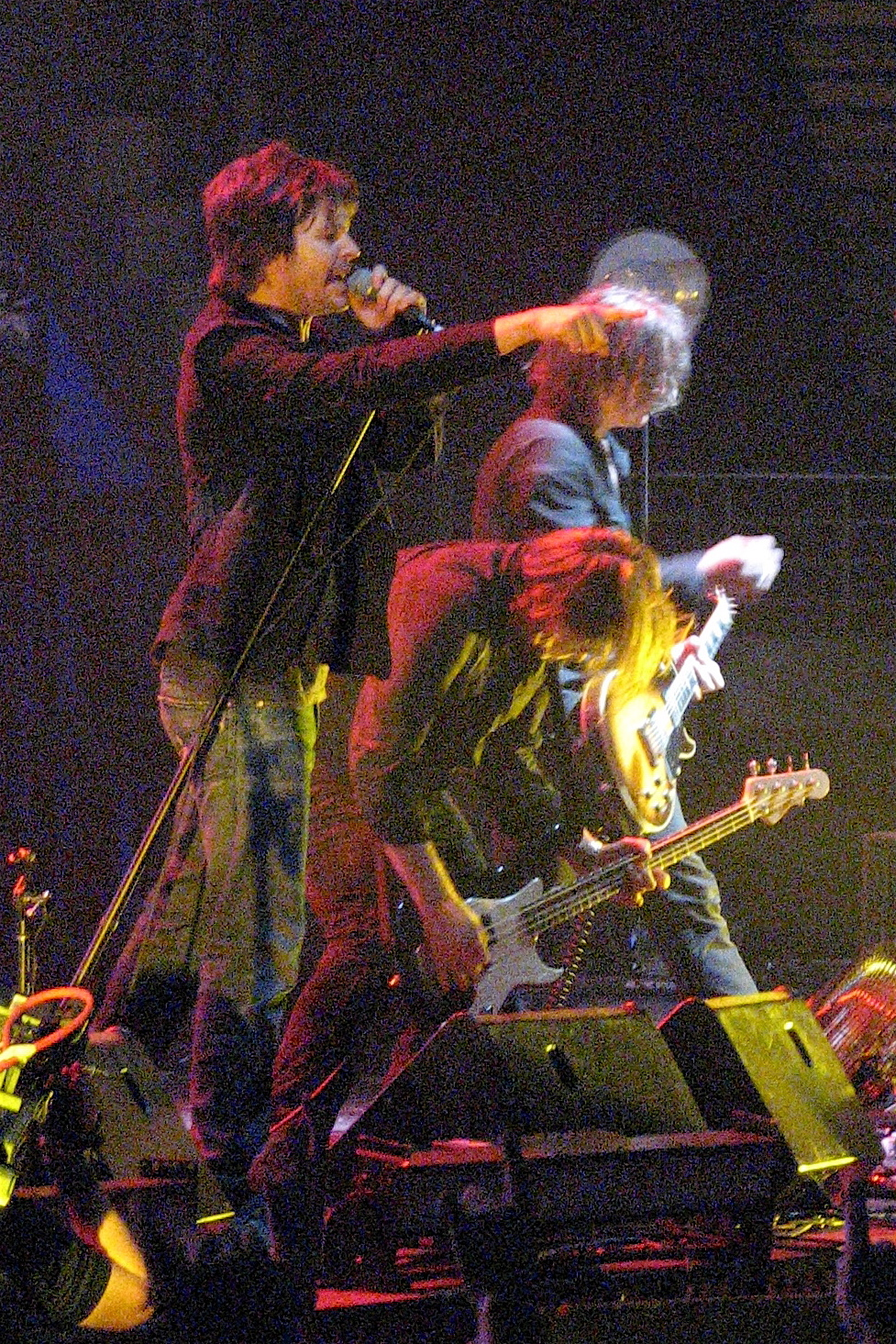
Powderfinger durante una presentación en directo en 2007.

En una entrevista de 1999, el bajista de Powderfinger, John Collins dio a entender que el siguiente álbum de la banda sería similar al anterior, Internationalist, mientras que el líder, Bernard Fanning comentó que letras del disco como la de «Waiting for the Sun» eran «las más personales y directas hasta ahora». Fanning comentó que sus letras se basaban en los «obstáculos en la forma de ser en una relación, sobre todo en nuestro trabajo».
Powderfinger trabajó con el productor Nick DiDia en Odyssey Number Five como habían hecho en Internationalist y lo finalizaron en agosto de 2000, tras seis semanas de grabación. La banda dedicó mucho tiempo para garantizar canciones de mayor calidad que en Internationalist, cuya canción «Passenger» presentaba guitarras desafinadas. El álbum es el más breve de Powderfinger, con 45 minutos de duración. Se centra en el control, con letras más simplistas que los trabajos previos y transmite un mensaje más sencillo. Fanning comentó sobre su estilo de composición: «Tratas de crear algo que tenga contenido, pero a la vez, nunca podrás hacerlo al costo de que tenga relevancia lo que estás cantando». El mánager de la banda, Paul Piticco, comentó que «su característica distintiva es que se esfuerza por expandir los límites de su habilidad de composición».
Como el anterior álbum de Powderfinger, Internationalist, en Odyssey Number Five están fuertemente presentes temas sociales y políticos, entre los que se destacan los indígenas de Australia. La letra de «Like a Dog» ataca al gobierno liberal del anteriormente primer ministro del país, John Howard por su trato a los aborígenes y por romper la promesa «relajada y cómoda» que había hecho en las elecciones federales de 1996. Fanning relacionó esto con la ética de la banda —por ejemplo, se negaron a presentarse en el programa de televisión australiano Hey Hey it's Saturday debido a sus comentarios anti gay y tampoco dejaron que se usaran canciones de Powderfinger en jingles. Al respecto, el cantante afirmó: «No estamos aquí para ponernos de ejemplo. Queremos simplemente estar contentos con nosotros mismos y no acabar con la conciencia sucia». Fanning comentó que, pese a que «Like a Dog» tiene una temática relacionada con la política, no es una canción política y que en ella los miembros de Powderfinger «expresamos nuestra opinión». El riff de la canción fue compuesto por Ian Haug y el video de la canción muestra al boxeador de procedencia aborigen Anthony Mundine; además, está basado en la película de 1980 de Martin Scorsese Toro salvaje. El vocalista del grupo comentó sobre el trabajo: «[Esta fue] la iniciativa perfecta, en términos de la temática de la canción y el hecho de que [Anthony Mundine] está preparado para expresar lo que cree». El baterista John Coghill comentó que la canción gira en torno a la pregunta de «por qué demonios John Howard no pide perdón a los aborígenes».
Además de tocar temas sociales, Odyssey Number Five también habla del amor, un leitmotiv recurrente en las canciones de Fanning. El artista comentó que una de las razones de esto era su pasión por la música soul y el góspel y afirmó que escucha «un montón de música soul que trata descaradamente sobre el amor y lo bien que te hace sentir». El guitarrista principal Ian Haug se mostró de acuerdo y recalcó que la banda en su totalidad estaba en sintonía con las letras de Fanning y afirmó: «Es realmente importante para nosotros estar de acuerdo con lo que canta Bernard».

## Lanzamiento del álbum y sencillos

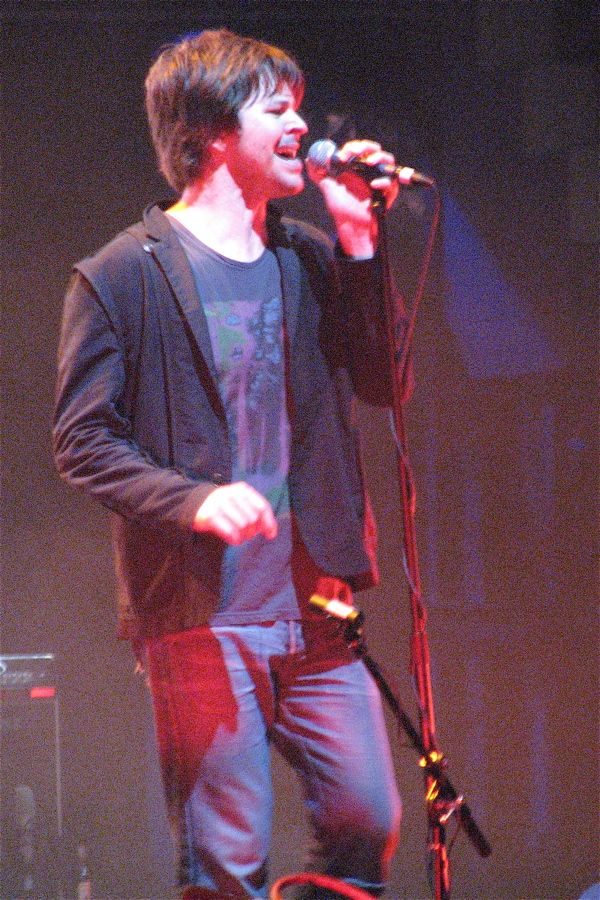
El cantante Bernard Fanning durante un concierto del grupo en septiembre de 2007.

Odyssey Number Five fue el primer intento exitoso de la banda en ingresar al mercado estadounidense. Fanning dijo a Billboard en una entrevista de 2001 que el grupo no tomaba nada como garantizado y sin embargo, afirmó: «En Estados Unidos no hicimos realmente nada para merecer una gran popularidad» y comentó que la «onda» de sus álbumes anteriores fracasó en ingresar al mainstream de dicho país. Powderfinger realizó una gira extensiva por el país y tocó en 22 ciudades. Además, la banda se presentó en el programa televisivo Late Night with David Letterman y acompañó a la banda británica de rock alternativo Coldplay en su gira. El guitarrista Darren Middleton resumió su trabajo en los Estados Unidos con la afirmación: «Este año fue un poco como una imagen borrosa».
El álbum se lanzó el 4 de septiembre de 2000 a través de las discográficas Grudge Records y Universal Music Group. Además, se lanzó en el Reino Unido a través de Polydor Records. Se extrajeron cuatro sencillos del álbum. «My Kind of Scene» fue el primero, puesto a la venta como sencillo promocional en junio de 2000. La canción se compuso para la película de 2000 Misión imposible 2 y figuró en su banda sonora. El bajista John Collins y Middleton comentaron que la canción se compuso y se produjo con fotos de Tom Cruise y Nicole Kidman «como inspiración» pegadas en las paredes del estudio del grupo. Además, mencionaron que la banda había creado tres canciones para la pelícyla y «My Kind of Scene» se eligió entre «Up & Down & Back Again» y «Whatever Makes You Happy».
El segundo sencillo del álbum fue «My Happiness», lanzado el 14 de agosto de 2000 en Australia. La canción ingresó en las listas australianas en el cuarto puesto y pasó 24 semanas allí; esto lo convirtió en el tema de Powderfinger que ocupó la más alta posición en la publicación. Llegó al séptimo puesto de las listas de Nueva Zelanda y pasó 23 semanas en su Top 50. Además, «My Happiness» fue el primer sencillo del grupo en ingresar a una lista de Estados Unidos y recibió difusión en la radio KROQ y otras más. Finalmente, llegó al puesto 23 de la lista estadounidense Modern Rock Tracks.
«Like a Dog» se lanzó como el tercer sencillo el 15 de enero de 2001. El tema tiene una fuerte opinión política y es similar a «The Day You Come» en Internationalist. «Like a Dog» permaneció en las listas de Australia una semana y estuvo en el puesto 40. Se lanzaron dos canciones del álbum, «The Metre» y «Waiting for the Sun» como doble lado A como el último sencillo. Se puso a la venta el 21 de agosto de 2001 e incluyó una versión de la canción de Iron Maiden «Number of the Beast». Fanning compuso «Waiting for the Sun» con un estilo devocional basado en el góspel. Comentó sobre ella que «trata sobre tener una relación y estar realmente feliz con ella». «The Metre» permaneció una semana en las listas australianas en el puesto 31.

## Recepción
Odyssey Number Five recibió mayoritariamente críticas positivas y tuvo más éxito que su predecesor. El crítico de Entertainment Weekly Marc Weingarten dio al álbum una calificación de B+. Afirmó que «bandas como Powderfinger prueban que todavía hay terreno que explorar» en el rock y que «el corazón fuerte de Fanning se desgarra al rasguear y arañar [las] guitarras» en temas como «My Happiness» y «Up & Down & Back Again». También comparó al grupo con Travis y Oasis.
El disco no agradó al editor de Allmusic Dean Carlson, quien le dio una calificación de una estrella y media. Lo describió como «poco más que una perspectiva ligeramente carente de base del mundo del grunge estadounidense de mediados de [la década de] 1990» y lo comparó con Neil Young. Los únicos elogios de Carlson fueron para las canciones «Odyssey #5» y «My Happiness» y afirmó que «muy frecuentemente Powderfinger es demasiado serio, un poco excesivamente cuidadoso en su carrera». El crítico comentó a su vez que pese a su reseña negativa, el álbum tuvo éxito en el mercado estadounidense.
Devon Powers de PopMatters elogió la voz de Fanning y comentó que el foco del disco son las «baladas sustanciosas y continuas». Powers sostuvo que muchos temas fueron «el tipo de canciones que puedes repetir por horas o días». Su crítica principal fue para los «números rápidos» y afirmó que «Like a Dog» «suena mayoritariamente un poco aburrida». La reseña concluyó con la afirmación de que las mejores canciones del álbum eran aquellas no disponibles como «sencillos de radio efímeros y música de fondo».
Odyssey Number Five ganó un ARIA Award en 2001 en la categoría de álbum del año, álbum con mayor cantidad de ventas, mejor álbum de rock, mejor diseño de portada y mejor grupo. «My Happiness» obtuvo un premio en la categoría de sencillo del año, mientras que «Like a Dog» estuvo nominado al galardón de sencillo con mayor cantidad de ventas y mejor video. En la edición de estos premios de 2002, «The Metre» estuvo nominado a mejor grupo. Fue nombrado álbum del año por los lectores de la edición australiana de la revista Rolling Stone y «My Happiness» se votó como canción del año, a la vez que Powderfinger fue la banda del año.

## Posición en las listas y certificaciones
| Lista              | Posición más alta | Certificación |
| ------------------ | ----------------- | ------------- |
| ARIA Albums Chart  | 1                 | 8× Platino    |
| RIANZ Albums Chart | 15                | –             |
| Top Heatseekers    | 35                | –             |

## Premios y nominaciones

### ARIA Awards
| Año  | Trabajo nominado    | Premio                                | Resultado |
| ---- | ------------------- | ------------------------------------- | --------- |
| 2001 | Odyssey Number Five | Álbum del año                         | Ganador   |
| 2001 | Odyssey Number Five | Álbum con mayor cantidad de ventas    | Ganador   |
| 2001 | Odyssey Number Five | Mejor álbum de rock                   | Ganador   |
| 2001 | Odyssey Number Five | Mejor diseño de portada               | Ganador   |
| 2001 | Odyssey Number Five | Mejor grupo                           | Ganador   |
| 2001 | «My Happiness»      | Sencillo del año                      | Ganador   |
| 2001 | «Like a Dog»        | Sencillo con mayor cantidad de ventas | Nominado  |
| 2001 | «Like a Dog»        | Mejor video                           | Nominado  |
| 2002 | «The Metre»         | Mejor grupo                           | Nominado  |

### Otros reconocimientos
| Año  | Organización                                   | Trabajo nominado    | Premio/Posición                  | Resultado |
| ---- | ---------------------------------------------- | ------------------- | -------------------------------- | --------- |
| 2000 | Triple J                                       | «My Happiness»      | Triple J Hottest 100             | 1         |
| 2000 | Triple J                                       | «My Kind of Scene»  | Hottest 100                      | 3         |
| 2001 | Australasian Performing Right Association      | «My Happiness»      | Canción del año                  | Ganador   |
| 2010 | John O'Donnell, Toby Creswell, Craig Mathieson | Odyssey Number Five | 100 mejores álbumes australianos | 43        |

## Lista de canciones
Todas las canciones escritas y compuestas por Powderfinger. 
| N.º | Título                                           | Duración |  |
| 1.  | «Waiting for the Sun»                            | 3:54     |  |
| 2.  | «My Happiness»                                   | 4:36     |  |
| 3.  | «The Metre»                                      | 4:33     |  |
| 4.  | «Like a Dog»                                     | 4:20     |  |
| 5.  | «Odyssey #5»                                     | 1:44     |  |
| 6.  | «Up & Down & Back Again»                         | 4:24     |  |
| 7.  | «My Kind of Scene»                               | 4:37     |  |
| 8.  | «These Days»                                     | 4:58     |  |
| 9.  | «We Should Be Together Now»                      | 3:42     |  |
| 10. | «Thrilloilogy»                                   | 6:10     |  |
| 11. | «Whatever Makes You Happy»                       | 2:28     |  |
| 12. | «Nature Boy» (Edición lanzada en el Reino Unido) | 3:37     |  |

## Créditos
| Powderfinger - Bernard Fanning – guitarra y voz - Darren Middleton – guitarra y armonías vocales - Ian Haug – guitarra - John Collins – bajo eléctrico - Jon Coghill – batería y percusión Producción - Nick DiDia – producción, ingeniero de sonido y mezcla - Matt Voigt – ingeniero asisnetnte - Anton Hagop – ingeniero asisnetnte - Stewart Whitmore – edición digital - Stephen Marcussen – masterización - Anton Hagop – productor asistente - Kevin Wilkins – director artístico y fotografía | Músicos adicionales - Nick DiDia – percusión - Alex Pertout – percusión - Matt Murphy – Órgano Hammond, Wurlitzer y sintetizador - Daniel Denholm – arreglos para cuerda - Jun Yi Ma – violín - Naomi Radom – violín - Fiona Ziegler – violín - Jacob Plooij – violín - Mandy Murphy – viola - Felicity Wyithe – viola - Peter Morrison – violonchelo - Maxime Bibeau – contrabajo - Damien Bennett – armonías vocales - Lou Bennett – armonías vocales - Sally Dastey – armonías vocales - Amy Saunders – armonías vocales |